# Vườn quốc gia núi Kaputar

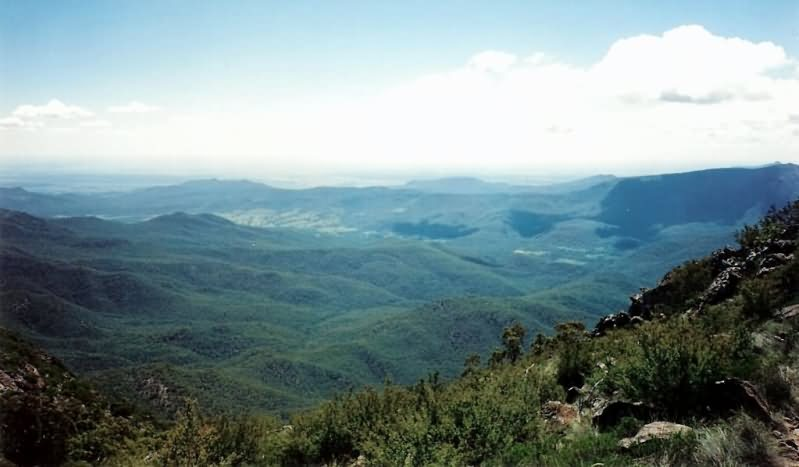
Cảnh vườn quốc gia nhìn từ đỉnh núi Kaputar.

Vườn quốc gia núi Kaputar là một vườn quốc gia ở bang New South Wales,Úc, cách thành phố Sydney 411 km về phía bắc. 
Vườn quốc gia này rộng 368,17 km², bao trùm núi Kaputar, và được thành lập ngày 1.10.19967.